# 강철군화
강철군화(원제 : The Iron Heel)는 1908년 처음으로 출판한 미국 작가 잭 런던의 디스토피아 소설이다.
이 소설은 "현대 디스토피아 소설의 최초점"이라 부르며, 미국 과두 정치의 횡포를 보여주는 연대기적 소설이다. 이 소설은 잭 런던의 사회주의적 시각이 잘 드러나 있는 작품이다. 또한, 이 소설은 1960~70년대의 이야기를 나타낸 소프트 사이언스 소설 중 하나로, 미래의 기술 변화보다는 사회, 정치적 변화에 중점을 둔 주요 소설 중 하나이다.
이 책은 런던의 소설 중 특이한 편인데, 여성의 1인칭 서술 시점으로 쓰여졌다. 이 이야기의 대부분은 샌프란시스코와 소노마 군을 포함한 샌프란시스코 베이 에어리어를 중심으로 전개하고 있다.

## 줄거리 요약
이 소설은 (가상인) 애이비스 애버하드가 숨기고, 약 700년 이후 발견된 "애버하드 원고"를 기반으로 쓰여졌다. 또한, 이 소설을 학자 앤서니 메러디스의 소개문과 그의 관점으로 작성한 여러 주석들을 추가한 형태로 나와 있다. 이 소설은 서기 2600년이나 419 B.O.M.(인류애 시대)에 출판했다고 말한다. 여기서 잭 런던은 메러디스가 저자세로 에버하드의 오류를 수정하며, 동시에 먼 세기의 이야기에 대한 해석적인 오류를 고치는 형식으로 썼다.
메러디스의 소개문은 이 소설에서 스포일러의 역할을 한다(잭 런던이 글을 쓰던 시점에서는 이 용어가 없었다). 이 소설에서 애이비스와 어니스트가 사랑에 빠져 결혼하고, 애이비스가 정치에 참여하는 내용이 나오기 전에 독자에게 소개문에는 이들의 투쟁과 봉기가 완전히 진압되었으며, 이들은 처형당했다고 말해준다. 이 소개문은 소설이 비극이 될 것임을 미리 정해준다. 또한, 소개문에서는 인류가 결국에는 행복한 결과로 찾아오며 과두제가 무너질 것이라고 말하지만, 이 때는 어니스트와 애버하드가 죽은지 수백년이 지나서야 올 것이라고 말해준다. 이후 잔인한 과두정치가 붕괴되면서 두 사람은 후세에 순교자로 존중받게 된다.
이 원고에서는 미국에서 과두 정치(흔히 강철군화라고 언급함)가 발생하는 1912년부터 1932년까지의 이야기를 다룬다. 아시아에서는 일본이 동아시아를 장악하고 제국을 건설했으며, 인도가 독립했고, 유럽은 사회주의 세계가 되었다. 캐나다, 멕시코, 쿠바, 미국은 과두정치 국가가 되었다. 하지만, 잭 런던은 남미, 아프리카, 중동의 상황에 관해서는 언급하지 않았다.
북미에서는 300년동안 과두정치가 유지되다가 혁명이 성공하여 과두제가 붕괴하고 인류애 시대에 접어들게 된다. 이 소설에서는 첫 번째 봉기에 대해 설명하고, 두 번째 봉기의 준비에 대해 묘사한다. 에버하드의 관점에서는 2차 봉기가 성공할 것이라 확신하지만, 먼 미래의 메러디스의 관점에서는 독자에게 이 봉기도 실패했으며 에버하드의 꿈이 무너졌다고 말해준다.
과두정치에서는 독점 트러스트 또는 강도 남작이 중산층을 중소규모 사업을 파산시키는 것을 통해 쥐어짜며 관리하며, 모든 농민을 농노제 형태로 지배한다. 이 과두제는 "노동 계급"과 용병을 통해 전력을 유지한다. 철강 및 철도 산업과 같은 중요 산업의 노동자는 임금이 높으며, 높은 수준의 교육과 주택이 제공된다. 사실, 소설에서 비극적으로 돌아가는 부분(이자 동시대에 잭 런던이 경고하는 내용)은 노동조합이 과두제와 협력하면서 배신한다는 내용이다. 또한, 두번째로는 군인 계급인 용병이 만들어진다. 용병은 공식적으로는 미군 소속으로 되어 있지만, 사실상 트러스트에게 소속되어 있는 형태이다.
아스가드라는 이 소설에서 나오는 대도시는 과두정에서 가장 놀라운 도시로 상류계급이 산 곳이다. 이곳에서는 프롤레타리아 수천명이 빈곤하게 살면서 제방이나 운하 건설 등 공공시설을 만들 필요가 있을 때 끌려가는 노예 같은 존재로 나온다.
이 원고는 에버하드의 자서전 형식으로 되어 있다. 그녀는 어린 시절 뛰어난 과학자인 아버지 밑에서 자랐다. 그녀는 혁명주의적 사회주의자인 에른스트 에버하드와 결혼한다. 이후 미국 공화제가 붕괴된다. 이후 그녀는 1차 봉기부터 2차 봉기까지 지하 레지스탕스 운동을 펼친다. 에버하드에 관한 이야기를 하면서 이 소설은 1907년을 기준으로 대체 미래의 사회 해설을 하는 모험 소설에 가깝게 진행한다. 그러나, 이 소설의 소개자인 메러디스는 2차 혁명도 실패했으며, 이후 비극적인 처지가 심각해진다고 말하면서 중간에 원고가 갑자기 끊긴다.

## 분석
잭 런던은 1908년 이후로 몇년 이후 미국의 공화제가 붕괴한다는 내용의 가정을 했으나, 이후 실제 역사에서는 다양한 사건이 전개되면서 공화제의 붕괴가 일어나지 않았다. 가장 결정적으로, 런던은 아주 정확하게 국제적 긴장이 도래하는 때를 예측했지만(강철군화에서는 1913년, 실제 역사에서는 1914년), 그는 당시 많은 이들과 같이 이 순간에서 미국, 독일 및 기타 여러 국가의 노동 연대가 전쟁을 막을 것이라고 생각했다. 실제로는 자본주의의 관심사가 국제주의적 연대인 반면에 노동자 및 사회주의 운동가는 지역 문제에 초점을 맞춰 전쟁을 막지 못했다.
또한, 잭 런던은 미국 사회당이 총성에서 승리하고 힘을 얻을 정도로 실제적인 거대 정당이 된 것으로 묘사하지만, 실제로는 혁명노선을 유지하면서 자본주의의 해체를 꾀했다. 책 전체에서는 본질적으로 지속 불가능한 마르크스의 사회주의 관점을 기반으로 한다. 또한, 소설에서는 봉기를 억압하기 위해 자본가들이 민주주의를 버리고 잔인한 억압주의 정권을 통해 통치하는 것으로 나온다. 이 시나리오는 미국에서 도래하지 않았지만, 소규모의 사회당의 한계로 이 사건은 다른 국가에서 런던과 비슷한 시나리오로 도래하게 된다. 예를 들어, 1973년 칠레는 살바도르 아옌데의 사회주의 정권이 CIA가 지원한 아우구스토 피노체트의 쿠데타로 붕괴한다. 이후 런던의 책을 출판한 출판사는 아옌데의 포스터를 묘사한 그림이 철부츠로 짓밟히는 그림을 표지로 사용했다.
미국에서 전투적 대중 사회당의 끝이란 아이디어는 런던이 트러스트가 노동자, 중소규모 회사를 억압하면서 중산충이 줄어들었다는 생각으로 이어졌다. 소설에서 미국의 진보주의 시대가 트러스트로 인해 붕괴되었지만, 실제로는 1911년 스탠더드 오일이 셰르맨 반트러스트법으로 해체되면서 트러스트가 사라졌다. 동시에, 1930년대의 뉴딜 정책과 같은 개혁정책이 진행되면서 진보주의 시대에 노동조합의 권리가 인정되었다. 또한, 경제적 번영으로 1920년대에는 중산층이 극적으로 성장하고 제2차 세계 대전이 발발한다.

## 소설의 영향
조지 오웰의 전기 작가 마이클 셸던은 조지 오웰의 가장 유명한 소설인 1984년에서 가장 많은 영향을 받은 것이 강철군화라고 말했다. 오웰 자신은 잭 런던에 관해 "파시즘 세력의 대두는 놀라운 예측"이라고 말했다.
1990년대 미국 노동운동의 선구자인 해리 브리지는 자신이 잭 런던의 강철군화와 바다늑대에 노동운동에 뛰어들었다고 말했다.

## 연대표

### 1900년~1908년의 사건
이 사건은 잭런던이 글을 쓰기 전의 사건으로, 이들 중 대부분은 실제 역사에서 일어났으며 런던과 실제적인 해석이 일치하지만 현재 시대에서와 해석과는 조금 다르다.
- 1900년 – 소설을 쓰기 전 가장 최근의 인구조사를 시행한 때이다. 에른드스틑 미국 불평등의 증거로 이 인구조사를 인용했다.
- 1902년 – 사회당이 12,713표를 받다.
- 1902년 – 윌리엄 제임스 겐트의 "우리의 자비로운 봉건제"가 풍자 목적으로 씌여진 것임에도 불구하고 과두제의 여러 아이디어로 이용한다.#
- 1902년 – 무연탄 트러스트의 회장 조지 프레드릭 베어가 "자본가의 신성한 권리"를 선언했다.
- 1902년 – 영국 거래소의 보고서에서 철도 트러스트가 입법계를 완전히 지배했다고 선언했다.
- 1903년 – 정부가 건강한 모든 남성을 시민군으로 징병할 수 있는 민병대법이 미국 의회를 통과하다.
- 1903년 7월 – 혁명가인 E. 언터맨이 "민병대법"을 설명하는 팜플렛을 발간하다.
- 1904년 – 사회당이 435,040표를 받다.
- 1905년 – 하버드 대학교 졸업식에서 시어도어 루스벨트가 변호사가 부자가 법을 회피할 수 있도록 도와주는 방법에 대해 연설한다.
- 1905년 5월 21일 – 이탈리아, 오스트리아, 헝가리 사회당이 총파업을 위협하여 전쟁을 막다.
- 1905년 – 독일과 프랑스 사회당이 총파업을 위협하여 모로코 사건을 통한 전쟁을 막다.
- 1905년 – 펜실베이니아주의 아동노동법이 "연령을 이유로 차별한다"라는 이유로 위헌 판결을 받았다. 뉴욕주의 제빵사들에 대한 개점시간 제한법이 "사업의 자유를 방해한다"라는 이유로 위헌 판결을 받았다.
- 1906년 4월 18일 – 샌프란시스코 대지진이 일어나다.
- 1906년 – 로버트 헌터가 빈곤 속에 사는 10만명의 미국인에 대해 묘사한 "빈곤"이라는 책을 출간하다.
- 1906년 – 제임스 펠리가 이끄는 파업파괴자 군이 뉴욕에서 샌프란시스코까지 와서 노면 전차 파업을 파괴했다.
- 1906년 – 존 러벅이 만약 프롤레타리아에 대한 빈곤이 완화되지 않을 경우 사회줌의 혁명이 일어날 것이라고 말했다.
- 1906년 가을 – 캘리포니아 주지사에 사회주의자인 어거스틴 루이스가 임기를 시작하다.
- 1908년 – 사회당이 1,108,427표를 받다.

### 1908년~1912년의 사건
이 글은 잭 런던이 글을 쓰기 시작한 이후에 그가 예측한 사건으로, 여기서부터 실제 역사와 허구 역사가 갈라진다.
- 1910년 – 사회당이 1,688,211표를 받다. 인구조사 통계가 공개되지 않는다.
- 1912년 2월 – 어니스트 에버하드가 애이비스 커닝헴과 그의 아버지인 존 커닝헴, 모어하우스 주교를 처음으로 만나다.
- 1912년 – 애이비스가 장애인 노동자인 잭슨의 사건을 조사하면서 헌신적인 사회주의자가 된다.
- 1912년 – 어니스트와 애이비스가 결혼한다.
- 1912년 화요일 – 어니스트가 필라델피아 클럽에서 세계 사회주의 운동가 2500만명과 빈곤 속에 살아가는 미국인 1500만명, 어린이 노동자 300만명을 언급하면서 사회주의의 힘을 추측하다. 미래의 과두제 독재자 윅슨은 나중에 사회주의를 막기 위해 어떤 수단이라도 사용하면서 힘을 가질 것이라고 말하다.
- 1912년 – 모어하우스 주교가 IPH에서 가난한 사람들에 대한 설교를 하나, 이는 "정신이상"이라고 간주하며 주교가 정신병원으로 끌려가다.
- 1912년 봄 – 어니스트 에버하드가 "기계 파괴자"들간의 저녁식사에서 "강철군화"라는 말을 처음으로 사용하다.
- 1912년 – 애이비스 에버하드의 아버지인 존 커닝헴이 "경제와 교육"이라는 논란이 되는 책을 발간하고 대학에서 퇴출당하다.
- 1912년 – 사회주의 출판사가 블랙 헌드레드의 공격을 받다. 또한, 이 공격 중 하나로 인해 사회주의 신문인 어필 투 리즌 신문사가 파괴되었다.
- 1912년 – 샌프란시스코의 노동조합 억압으로 인해 사회당의 지지가 높아진다.
- 1912년 여름 – 월 가에서 충돌이 일어나고, 트러스트는 중산층을 짜내는 동시에 엄청난 이익을 받을 기회를 얻었다.
- 1912년 – 어니스트 에버하드, 애이비스 에버하드, 존 커닝헴이 강철군화로 인해 재산과 직업을 모두 뺏긴다. 펠 가의 슬럼가로 이사하다.
- 1912년 늦여름 – 애이비스 에버하드가 사라졌었던 모어하우스 주교를 발견하다.
- 1912년 가을 – 과두제 독재로 인해 언론재벌 윌리엄 랜돌프 허스트이 파산하고, 미국 민주당이 몰락하다.
- 1912년 가을 – 미국 총선에서 사회당에 50명의 의원이 선출되고, 주지사 선거에서 수 명의 주지사를 배출한 국립 농업축산후원연합당과 동맹한다.
- 1912년 겨울 – 독일과 미국이 전쟁을 준비하다. 어니스트는 이를 전쟁을 통한 부당이득을 얻을려는 것이라고 말한다.
- 1912년 12월 4일 – 독일이 하와이의 호눌놀루를 공격하고 독일 해군과 미국 해군 사이 충돌이 있은 다음 날 두 나라가 전쟁을 선포한다.
- 1912년 – 양국의 사회주의자가 총파업을 결행해 전쟁이 끝났고, 독일과 미국이 동맹을 맺었다.
- 1912년 12월 – 조지 밀포드가 에버스트의 원고가 발견되기 전까지 "강철군화"의 어원으로 알고 있었던 "너희 노예"를 출간한다.
- 1912년 – 어니스트가 그의 저서인 "이념과 혁명"을 출간한다.

### 1913년의 사건
- 1913년 1월 – 어니스트가 과두제의 승리와 노동조합의 배신을 예측하다.
- 1913년 – 독일과 미국 사이의 전쟁이 끝난 후 독일, 이탈리아, 프랑스, 호주, 뉴질랜드의 정부가 무너지고 협동조합경제 체제의 사회주의 정부가 들어서다.
- 1913년 - 기계기술자 노동조합의 지도자인 오크너가 강철군화와 타협하여 총파업을 반대하면서 이탈하면서, "대 노동조합"이 이탈하는 대이탈이 시작했다.
- 1913년 – 대 노동조합이 국제기구를 탈퇴하고 강철군화 편으로 넘어갔다. 이들은 상위 중산층 마을에 살면서 "노동귀족"이 형성되기 시작했다.
- 1913년 – 시골 지역에서 재림대망운동이 광범위하게 퍼지면서 아포칼립스를 기다리며 언덕으로 올라가는 사람들이 생겨났다. 대부분은 굶어죽거나 강철군화에게 살해당한다.
- 1913년 봄 – 선거에 승리한 지역의 많은 사회당 및 농민당 좌석이 임기를 물려받지 못한다.
- 1913년 – 강철군화가 빚을 진 농민들의 농지를 몰수하기 시작한다.
- 1913년 – 강철군화가 비밀요원을 동원하여 폭동을 부추기면서 새크라멘토에서 폭동이 일어난다. 군인들이 이 지역으로 보내져 11,000명이 학살을 당했다.
- 1913년 – 1903년 민병대법이 발효하면서 시민군에 들어가기를 거부한 콜와트 씨와 아스문슨은 군사법원에 넘겨져 처형당했다.
- 1913년 4월 22일 – 강철군화의 요원이 캔자스 민병대의 장교를 살해하면서 반란이 일어났다. 민병대 대원 6,000명이 처형당했다.
- 1913년 – 광산 노동자 75만명이 참여한 파업이 분쇄되었다.
- 1913년 – 알프레드 포로콕이 "태업 운전"을 한 파업 노동자를 진압했다. 포로콕의 촉구로 국내 여권 시스템이 도입되어 미국 내 국민의 이동이 제한되었다.
- 1913년 – 강철군화를 막기 위해 어니스트 에버하드의 "전투 단체"가 만들어졌다.
- 1913년 – 농부들의 반란 기간 동안 농민당이 파괴되었고 당원 전원이 체포당했다. 사회당이 미국에서 3번째로 큰 당이 되었다.
- 1913년 – 교도소 수감자인 페르바이스가 강철군화와 자유에 대한 대가로 어니스트가 의회에서 실업 구제에 대한 법안에 대해 말하는 도중 폭탄을 던지겠다는 계약을 했다. 이 법은 사회주의자가 군인에게 폭탄을 던졌다고 비난하면서 폐기되었고 사회당 당원 전원이 체포되었다.
- 1913년 – 어니스트 에버하드를 포함한 사회당 의원 전체가 유죄 판결을 받고 미국 전역의 감옥으로 보내졌다. 어니스트는 앨커트래즈섬의 감옥으로 보내졌다.
- 1913년 가을 – 애이비스 에버하드가 감옥에서 나와서 샌프란시스코로 돌아간다. 그녀는 혁명가들의 많은 피난처 중 하나인 글렌 엘렌 피난처로 옮긴다.
- 1913년 – 일본이 잔인하게 혁명을 진압하고 과두제가 형성된다. 또한, 일본이 인도를 제외한 아시아의 나머지 지역을 점령했다.
- 1913년 – 영국이 혁명을 진압했지만 대영제국 영토 대부분을 잃었다.
- 1913년 – 캐나다가 독립했지만 강철군화의 지원으로 혁명을 진압하고 과두제가 형성했다.
- 1913년 – 강철군화의 지원으로 멕시코와 쿠바의 혁명이 진압되고 과두제가 형성했다.

### 1914년~1942년의 사건
- 1914년 – 애이비스 에버하드가 메리 홈즈라는 새로운 신분으로 지내면서 그녀가 정체를 숨기고 강철군화의 장교에 침투했다.
- 1914년 – 존 커닝헴이 실종했다.
- 1914년 9월 – 페르바이스가 심장마비로 사망하면서 죽기 직전 신부에게 의회 폭탄 투척 사건의 음모를 말하다.
- 1915년 늦여름 – 미국 각지의 감옥에서 사회당원 탈옥 사건으로 의원 52명중 51명이 탈옥하고 기타 지도자 300명도 같이 빠져나갔다. 나머지 1명 의원인 심프슨은 탈출하지 못하고 고문으로 사망했다.
- 1916년? – 과두정 독재자 윅슨의 아들인 필립 윅슨이 교화하여 강철군화 내에 있는 요원이 되었다.
- 1917년 1월 – 어니스트와 애이비스 에버하드가 강철군화의 수많은 위장 요원 중 한 명으로 잠입한다.
- 1917년 10월 27일 – 강철군화가 미리 봉기를 분쇄시키기 위해 일어난 시카고 코뮌이 일찍 시작하면서, 하트만과 모어하우스 주교를 포함한 반군과 진압 군인 수십만명이 사망한다. 거스화이트는 부상을 입고 병원으로 후송된다. 사우스 사이드 지역은 완전히 파괴되었고, 다른 도시의 노동자로 채워졌다.
- 1918년 초봄 – 1차 봉기가 시작될 예정이었으나, 미약한 계획으로 강철군화에게 분쇄되는 바람에 날짜가 조정되었다.
- 1918년 – 애이비스 에버하드가 폭력적인 혁명 단체인 프리스코 레즈의 모임에 참석하고 그 곳에서 잭슨 사건을 알아보던 도중 만났었던 피터 도넬리를 다시 만났다. 피터 도넬리의 아들인 티모시는 죽었다고 말했으나 나중에 용병으로 들어간 것으로 확인했다.
- 1920년 – 미시간주의 벤튼 하버 피난소에서 어니스트와 애이비스 에버하드는 반역죄를 지은 사람을 처벌하는 혁명재판소를 보았다.
- 1920년 – 거스화이트가 혁명전선으로 돌아왔다.
- 1923년 – 어니스트 에버하드가 전투 단체에 가입한 사람들의 평균 수명을 측정한 결과 불과 5년이란 시간이 나왔다.
- 1927년 – 필립 윅슨이 "대폭풍 기간" 중에 혁명 지도자 회의에 참석하던 도중 폐렴으로 사망하다.
- 1928년 – "불꽃"으로 알려진 헌신적인 작가 루돌프 메덴헬이 처형당하다.
- 1931년 – 티모시 도넬리가 지휘하는 용병이 직조공장 파업에서 800명을 학살한 내슈빌 학살이 일어나다.
- 1931년 – 안나 롤스톤이 티모시 도넬리를 체포하고 프리스코 레즈로 넘겼다. 그녀는 전설적인 혁명가가 되어 "붉은 처녀"라는 이름을 얻게 되었다.
- 1932년 – 아스가드 도시의 건설이 시작되었다.
- 1932년 봄 – 어니스트 에버하드의 비밀 처형이 집행되다.
- 1932년 여름 – 애이비스가 캘리포니아의 웨이크 로빈 로지로 도망가고 원고를 작성하기 시작한다.
- 1932년 – 애이비스가 용병에게 체포되기 직전에 떡갈나무 속에 원고를 숨기고 사망했다.
- 1932년 – 이탈리아, 프랑스, 독일, 호주의 지원을 받아 미국에서 2차 봉기가 일어났으나 궁극적으로 실패했다. 이 실패로 인해 이탈리아, 프랑스, 독일, 호주의 사회주의 정부가 붕괴하고 과두정이 집권하게 되었다. 레즈 프리스코가 활동을 재개한다.
- 1942년 – 아디스 도시의 건설이 완공되다.

### 1984년~2632년의 사건
여기서부터는 원고가 끝나면서 연속적인 역사 서술이 끝나고, 이후에 일어난 사건은 수십년 또는 세기로만 구분된 책의 각주로만 알 수 있다.
- 1984년 – 아스가드 도시가 완공하다.
- 2002년 – 강철군화의 요원이 프리스코 레즈에 침투한 이후 완전히 조직이 붕괴되었다.
- 2073년 – 포코콕 5세가 인디언 준주(이 역사에서는 준주가 오클라호마주로 되지 않았다)의 광부 반란 도중 펌프 폭발로 인해 사망한다. 포코콕 가문이 끊기다.
- 2138년 – 악명 높은 용병 지휘관 램턴이 그를 체포하고자 하는 수많은 혁명단체의 시도 이후 체포하고 처형당했다. 그는 마지막으로 재봉사로 지휘관에게 침투했던 매들린 프로방스에게 체포당했다. 그는 십자가형으로 사망했다. 메들린 프로방스는 강철군화에게 체포당하고 감옥에서 사망한다.
- 2237년 – 수많은 봉기 끝에 강철군화가 전복된다. 인류애 사회당이 창설한다. 이 때부터 년도 셈법을 새로운 것으로 사용한 것으로 추측한다.[7]
- 2368년 – 캘리포니아에 대지진이 닥치다.
- 419 B.O.M. 11월 27일 (2632년 11월 27일) – 아디스의 안토니 메러디스가 에버하드에 관한 원고를 발견하고 이를 발표한다.[7]

## 각국의 제목
- 아랍어 : العقب الحديدية (무니르 발바키 번역)
- 아르메니아어 : Երկաթե կրունկ
- 벵골어 : আয়রন হীল (아불 칼람 코드후리 번역)
- 불가리아어 : Желязната пета (Сидер Флорин 번역)
- 크로아티아어 : Željezna peta (Paulina Tomić 번역)
- 체코어 : Železná pata
- 덴마크어 : Jernhælen
- 에스페란토 : La Fera Kalkanumo (조지 시빌 번역, SAT, 1930)
- 에스토니아어 : Raudne kand
- 핀란드어 : Rautakorko
- 프랑스어 : Le Talon de Fer
- 독일어 : Die eiserne Ferse
- 그리스어 : Η σιδερένια φτέρνα, Το σιδερένιο τακούνι
- 헝가리어 : A vaspata
- 이탈리아어 : Il tallone di ferro
- 한국어 : 강철군화 (= The Steel Combat Boot)
- 라트비아어 : Dzelzs Papēdis
- 리투아니아어 : Geležinis Kulnas
- 마케도니아어 : Железната петица
- 노르웨이어 : Jernhælen
- 페르시아어 : پاشنه آهنین (무함마드 자파르 마흐브 번역)
- 폴란드어 : Żelazna stopa
- 포르투갈어 : O Tacão de Ferro
- 러시아어 : Железная пята
- 세르비아어 : Гвоздена пета
- 슬로바키아어 : Železná päta
- 에스파냐어 : El Talón de Hierro
- 스웨덴어 : Järnhälen
- 태국어 : ท๊อปบู้ตทมิฬ
- 튀르키예어 : Demir Ökçe

## 같이 보기
- 비즈니스 플롯 - 미국 정부의 경제 개혁에 반대하여 정부를 무너뜨릴려는 1933년 정치적 쿠데타 음모 사건

## 추가 자료
- Francis Shor: Power, Gender, and Ideological Discourse in 'The Iron Heel' . In: Leonard Cassuto, Jeanne Campbell Reesman: Rereading Jack London. Stanford University Press 1998, ISBN 0-8047-3516-6, pp. 75–91 (online copy - 구글 도서)
- Tony Barley: Prediction, Programme and Fantasy in Jack London's 'The Iron Heel' . In David Seed: Anticipations: Essays on Early Science Fiction and its Precursors. Syracuse University Press 1995, ISBN 0-8156-2632-0, pp. 153–171 (online copy - 구글 도서)
- John Whalen-Bridge: Political Fiction and the American Self. University of Illinois Press 1998, ISBN 0-252-06688-X, pp. 73–100 (online copy - 구글 도서)